# Азербайджанская Инвестиционная Компания
ОАО Азербайджанская Инвестиционная Компания (азерб. “Azərbaycan İnvestisiya Şirkəti” ASC) — государственная инвестиционная компания Азербайджана.

## История
Учреждена указом Президента Азербайджанской Республики от 30 марта 2006 года № 1395 «О дополнительных мерах по стимулированию инвестиционной деятельности».
Организация и регулирование деятельности промышленных округов в регионах возложены на «ОАО «Азербайджанская инвестиционная компания» Указом Президента Азербайджанской Республики от 8 октября 2014 года № 288 «О создании и организации деятельности промышленных округов». Также согласно соответствующему указу Президента Азербайджанской Республики от 22 января 2021 года, Нефтчалинский, Масаллинский, Гаджигабульский и Сабирабадский промышленные районы переданы в ведение Агентства по развитию экономических зон, созданного на базе ООО «Сумгаитский химический промышленный парк».

## Цели
- Осуществление долгосрочных инвестиций путем покупки акций, долей в уставном капитале компаний и коммерческих организаций, работающих в ненефтяном секторе Азербайджана,
- Привлечение локальных и иностранных инвестиций в экономику страны и вклад в развитие рынка капитала в стране.
- Приоритетными направлениями для сотрудничества являются тяжелая промышленность, фармацевтика, пищевая промышленность, переработка сельскохозяйственной продукции, логистика, альтернативная энергетика.

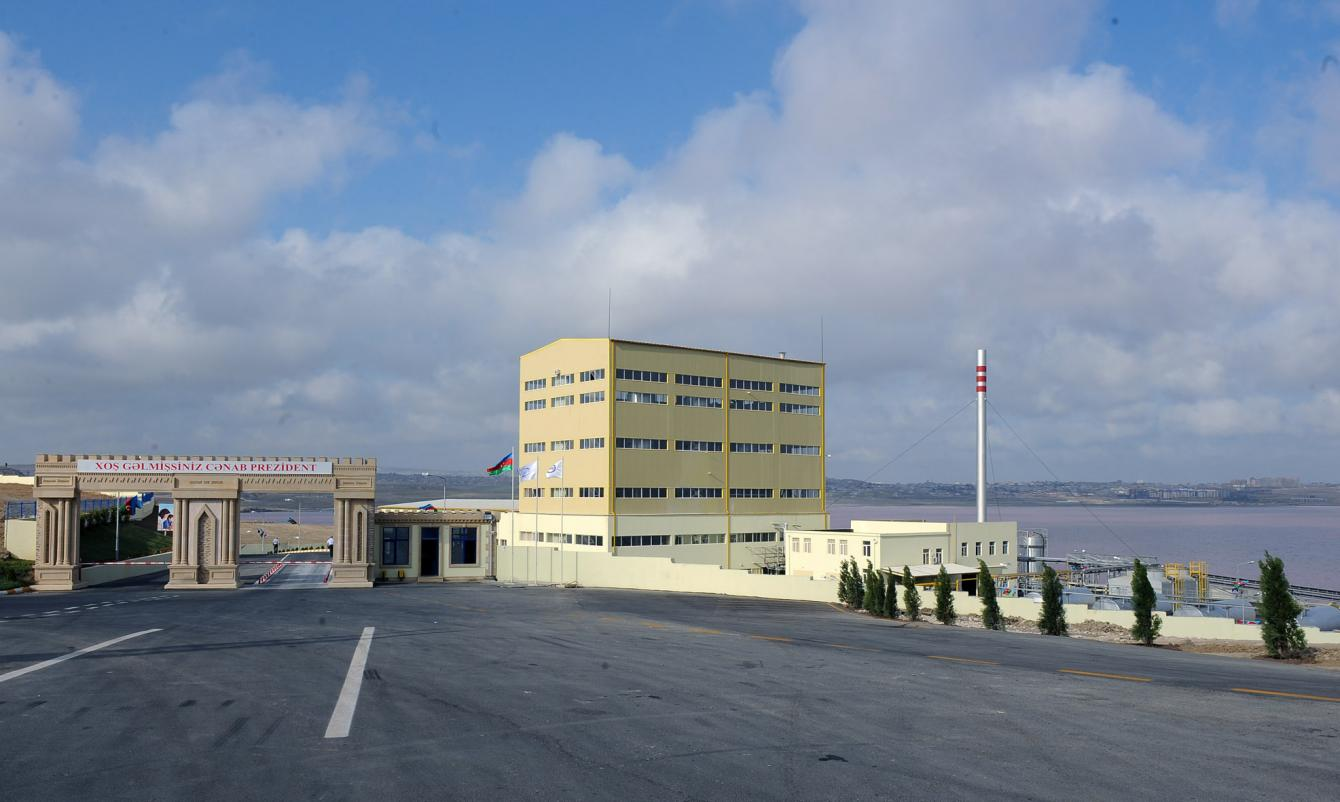
Масазырский соляной завод

## Деятельность
21 июля 2010 года введён в эксплуатацию Масазырский соляной завод. Строительство завода осуществлено АИК совместно с холдингом «Azersun».

### 2022
На 2022 год уставной капитал АИК составляет 224 млн манат. Компания инвестировала 268 млн манат в 20 проектов в таких областях как, пищевая промышленность, фармацевтика, логистика, тяжелая промышленность.
В 2022 году заключено инвестиционное соглашение с ООО «Диамед Девелопмент Групп» о строительстве завода по производству инфузионных растворов (жидких лекарств). 15 августа 2023 года завод введён в эксплуатацию.
Dв ноябре 2022 года подписан договор с ООО «StarMining» о совместном участии в инвестировании в проект каменоломни Шахбулаг в Агдамском районе. 26 января 2023 года создано ООО «Shahbulag Mining». Действует карьер.

### 2023
1 марта 2023 года AИК, израильской компанией «Shaniray Technologies» и ООО «Азербайджанская птицеводческая компания» подписано соглашение с целью строительства завода по производству яиц на территории Евлахского агропарка. Мощность завода составит 18 миллионов штук яиц в год.
10 июля 2023 года подписано соглашение с венгерской компанией Hell Energy с целью строительства завода по производству и розливу алюминиевых банок для напитков. Завод будет расположен в свободной экономической зоне «Алят».
31 июля 2023 года подписано соглашение с «Gen İlaç ve Sağlık Ürünleri Sanayi ve Ticaret A.Ş» о создании фармацевтической компании. 7 декабря 2023 года в индустриальном парке Пираллахи начато строительство завода фармацевтического производства ООО «Gen Pharma Caucasus Manufacturing Operations».
20 сентября 2023 года АИК совместно SOCAR и BP подписали соглашение о строительстве солнечной электростанции «Шафаг» в Джебраильском районе. Предполагаемая стоимость строительства — 200 млн долл. США.
АИК участвовала в двух проектах восстановления возвращённых территорий в Агдамском, Кельбаджарском и Лачинском районах.
27 декабря 2023 года АИК, турецкой компанией «Demirören Yatırım Holding A.Ş.» и ООО «Arges Enerji Team» подписано соглашение о совместном участии в восстановлении и реконструкции 5 малых гидроэлектростанций на реках Хакари и Тертер в Кяльбаджарском и Лачинском районах.
В 2023 году АИК также вложила инвестиции в израильскую компанию «Largix» (производство промышленной продукции из полипропилена и полиэтилена с использованием технологии холодной 3D-печати), и израильскую «C2A Security» (разработка платформ кибербезопасности).
Всего за 2023 год АИК рассмотрено 109 инвестиционных проектов. Одобрено 8 проектов инвестиционной стоимостью 560 млн манат. Из них участие АИК составит 42 млн манат.
С участием АИК 20 июля 2023 года создан Азербайджано-Узбекистанский инвестиционный фонд. 14 октября 2023 года создана Азербайджано-Узбекская Инвестиционная Компания. Уставной капитал компании - 500 млн долл. США.

### 2024
АИК планирует принять участие в строительстве завода по производству электробусов в Азербайджане.

## Структура
Высшим управляющим органом является Наблюдательный совет, возглавляемый министром экономики Азербайджана.

## Принципы
Согласно Уставу Азербайджанской Инвестиционной Компании принципами компании являются:
- Коммерческая эффективность;
- Соответствие компании поставленным целям инвестирования;
- Обеспечение высокой добавленной стоимости товаров и услуг, предоставляемых со стороны инвестиционных проектов;
- Конкурентоспособность производимой продукции (товаров и услуг);
- Наличие стратегического инвестора (группы инвесторов), обеспечивающего высокий уровень организации деятельности проекта и имеющего достаточный опыт в данной сфере деятельности;
- Ведение финансовой (бухгалтерской) отчетности в соответствии с Международными стандартами или их применением;
- Проверка финансовой (бухгалтерской) отчетности внешним аудитором;
- Применение принципов корпоративного управления, обеспечивающих защиту прав инвесторов, акционеров и иных заинтересованных лиц;
- Миноритарной доля участия АИК в проекте (до 30%);
- Участие AИК в Наблюдательном совете компании (Совете директоров).

## Сотрудничество
В Бакинском судостроительном заводе сотрудничает с Сингапурской компанией «Keppel Corporation», а в завершенном проекте Holcim-Azerbaijan с  Holcim Ltd. и Европейским банком реконструкции и развития.
Компания также является акционером Каспийской Международной Инвестиционной Компании совместно с Исламским банком развития, Исламской корпорацией по развитию частного сектора, Йеменской компанией «Al Ahmar Group» и Кувейтской AREF Investment Group.